# Душан Јоковић
Душан Јоковић (Краљево, 4. јула 1999) српски је фудбалер, који тренутно наступа за Вождовац.

## Каријера

### Почеци
Душан Јоковић рођен је у Краљеву, 4. јула 1999. године, а фудбалом је почео да се бави у школи локалног Кикера. Одатле је, као капитен кадетске селекције, прешао у Бродарац, а са тим клубом освојио је титулу омладинског шампиона Србије за такмичарску 2016/17. Јоковић је са омладинском екипом Бродарца наредне сезоне учествовао у УЕФА Лиги младих тимова, која је елиминисана од вршњака Манчестер јунајтеда у шеснаестини финала тог такмичења. За Бродарац је дебитовао и у сениорској конкуренцији, те је, као бонус играч, на неколико утакмица допринео освајању првог места на табели Београдске зоне за такмичарску 2017/18.
Посредством менаџера, браће Милана и Ивана Дудића, Јоковић је лета 2018. прешао у ЛАСК из аустријског града Линца, са којим је озваничио трогодишњи уговор. Убрзо затим прослеђен је на позајмицу хрватском друголигашу Сесветама, до краја календарске 2018. По истеку тог периода, споразум о уступању продужен је до краја такмичарске сезоне.
Почетком јуна 2019, Јоковић је потписао за Локомотиву из Загреба на четири године, која је тако откупила његов уговор од претходног клуба. Крајем августа исте године, вратио се у Сесвета, као уступљени играч до јануара 2020. По истеку периода уступања Сесветама, Јоковић је раскинуо уговор са Локомотивом и клуб напустио као слободан играч.

### Пролетер Нови Сад
Недуго затим, прикључио се саставу новосадског Пролетера, са којим је прошао припреме у Анталији. У Суперлиги Србије дебитовао је на отварању пролећног дела такмичарске 2019/20, против градског ривала, Војводине, на Стадиону Карађорђе. Свој први погодак за Пролетер, Јоковић је постигао у победи од 5 : 0 над екипом Рада, 14. марта 2020. године. Дан након те утакмице, председник Републике Србије, Александар Вучић, саопштио је одлуку о проглашењу ванредног стања на територији читаве државе, услед епидемије вируса корона. У складу с тим, Фудбалски савез Србије је обавестио јавност да су од тог момента отказани сви догађаји под окриљем те организације и да клубови треба да се придржавају даљих упутстава надлежних институција. У моменту доношења одлуке, екипа Пролетера се, после 26 одиграних кола, налазила на 11. месту Суперлиге Србије. После скоро два месеца без групних тренинга, састав Пролетера се поново окупио почетком маја. На седници Одбора за хитна питања Фудбалског савеза Србије донета је одлука о укидању доигравања у Суперлиги Србије. По наставку првенства, тренер Бранко Жигић је Јоковића користио у првој постави екипе, док су у тандему са њим играли Александар Андрејевић или Леандро Пинто. Свој други погодак за Пролетер, Јоковић је постигао у претпоследњој утакмици у сезони, против ивањичког Јавора. После уводних седам кола такмичарске 2020/21, током којих је седео на клупи за резервне играче, Јоковић је на три узастопна сусрета био у постави своје екипе. Тако је заменио Александра Андрејевића, који је био суспендован због искључења на утакмици против шабачке Мачве. Јоковић је утакмице на терену почињао у својству једног од бонус играча, док је екипа Пролетера на та три сусрета победила Спартак у Суботици, Нови Пазар и ТСЦ из Бачке Тополе. Током првог дела сезоне је у ротацији са Андрејевићем и Леандром одиграо двоцифрени број такмичарских утакмица, док је екипа Пролетера календарску 2020. завршила са трећом најбољом обраном у лиги.

## Репрезентација
Селектор млађе омладинске репрезентације Србије, Милош Велебит, организовао је тренажно окупљање фудбалера 1999. годишта у фебруару 2017. Међу 67. имена, тада се нашло и име Душана Јоковића. Јоковић је у том узрасту дебитовао на утакмици против одговарајуће екипе Узбекистана, 18. априла 2017. Два дана касније, против исте селекције, Јоковић је постигао свој први погодак за селекцију до 18 година старости, док је у мају исте године наступио и на двомечу против селекције Чешке. У новембру 2018, селектор Горан Ђоровић уврстио је Јоковића на списак млађе младе репрезентације, сачињен од играча рођених 1998. и млађих. Јоковић је за ту селекцију наступио на утакмицама против екипа Црне Горе и Северне Македоније.

## Статистика

### Клупска
Ажурирано 31. јула 2021.
| Клуб                | Сезона   | Лига                | Лига    | Лига   | Национални куп | Национални куп | Европа  | Европа | Остало  | Остало | Укупно  | Укупно |
| Клуб                | Сезона   | Дивизија            | Наступа | Голова | Наступа        | Голова         | Наступа | Голова | Наступа | Голова | Наступа | Голова |
| ------------------- | -------- | ------------------- | ------- | ------ | -------------- | -------------- | ------- | ------ | ------- | ------ | ------- | ------ |
|                     |          |                     |         |        |                |                |         |        |         |        |         |        |
| Бродарац            | 2017/18. | Београдска зона     | 5       | 1      | —              | —              | —       | —      | 0       | 0      | 5       | 1      |
|                     |          |                     |         |        |                |                |         |        |         |        |         |        |
| ЛАСК Линц           | 2018/19. | Бундеслига Аустрије | 0       | 0      | 0              | 0              | 0       | 0      | —       | —      | 0       | 0      |
|                     |          |                     |         |        |                |                |         |        |         |        |         |        |
| Локомотива Загреб   | 2019/20. | Прва лига Хрватске  | 0       | 0      | 0              | 0              | —       | —      | —       | —      | 0       | 0      |
|                     |          |                     |         |        |                |                |         |        |         |        |         |        |
| Сесвете (позајмица) | 2018/19. | Друга лига Хрватске | 21      | 1      | —              | —              | —       | —      | —       | —      | 21      | 1      |
| Сесвете (позајмица) | 2019/20. | Друга лига Хрватске | 12      | 1      | —              | —              | —       | —      | —       | —      | 12      | 1      |
| Сесвете (позајмица) | Укупно   | Укупно              | 33      | 2      | —              | —              | —       | —      | —       | —      | 33      | 2      |
|                     |          |                     |         |        |                |                |         |        |         |        |         |        |
| Пролетер Нови Сад   | 2019/20. | Суперлига Србије    | 7       | 2      | —              | —              | —       | —      | —       | —      | 7       | 2      |
| Пролетер Нови Сад   | 2020/21. | Суперлига Србије    | 15      | 0      | 2              | 0              | —       | —      | —       | —      | 17      | 0      |
| Пролетер Нови Сад   | 2021/22. | Суперлига Србије    | 1       | 0      | 0              | 0              | —       | —      | —       | —      | 1       | 0      |
| Пролетер Нови Сад   | Укупно   | Укупно              | 23      | 2      | 2              | 0              | —       | —      | —       | —      | 25      | 2      |
|                     |          |                     |         |        |                |                |         |        |         |        |         |        |
| Каријера            | Каријера | Каријера            | 61      | 5      | 2              | 0              | 0       | 0      | 0       | 0      | 63      | 5      |
|                     |          |                     |         |        |                |                |         |        |         |        |         |        |

### Утакмице у дресу репрезентације
| Репрезентација Србије у узрасту до 18 година старости | Репрезентација Србије у узрасту до 18 година старости                    | Репрезентација Србије у узрасту до 18 година старости                    | Репрезентација Србије у узрасту до 18 година старости                    | Репрезентација Србије у узрасту до 18 година старости                    | Репрезентација Србије у узрасту до 18 година старости                    | Репрезентација Србије у узрасту до 18 година старости                    | Репрезентација Србије у узрасту до 18 година старости | Репрезентација Србије у узрасту до 18 година старости | Репрезентација Србије у узрасту до 18 година старости |
| #                                                     | Датум                                                                    | Такмичење                                                                | Локација                                                                 | Домаћин                                                                  | Резултат                                                                 | Гост                                                                     | Мин.                                                  | Гол                                                   | Реф.                                                  |
| ----------------------------------------------------- | ------------------------------------------------------------------------ | ------------------------------------------------------------------------ | ------------------------------------------------------------------------ | ------------------------------------------------------------------------ | ------------------------------------------------------------------------ | ------------------------------------------------------------------------ | ----------------------------------------------------- | ----------------------------------------------------- | ----------------------------------------------------- |
| 1                                                     | 18. април 2017.                                                          | Пријатељска утакмица                                                     | Кућа фудбала, Стара Пазова                                               | Србија                                                                   | 2 : 0                                                                    | Узбекистан                                                               | 90'                                                   |                                                       | [ 38 ]                                                |
| 2                                                     | 20. април 2017.                                                          | Пријатељска утакмица                                                     | Кућа фудбала, Стара Пазова                                               | Србија                                                                   | 2 : 2                                                                    | Узбекистан                                                               | 90'                                                   | Гол                                                   | [ 39 ]                                                |
| 3                                                     | 16. мај 2017.                                                            | Пријатељска утакмица                                                     | Кућа фудбала, Стара Пазова                                               | Србија                                                                   | 0 : 2                                                                    | Чешка                                                                    | 7'                                                    |                                                       | [ 41 ]                                                |
| 4                                                     | 18. мај 2017.                                                            | Пријатељска утакмица                                                     | Кућа фудбала, Стара Пазова                                               | Србија                                                                   | 3 : 1                                                                    | Чешка                                                                    | 90'                                                   |                                                       | [ 42 ]                                                |
| 4                                                     | Укупан број утакмица, постигнутих погодака и минута проведених на терену | Укупан број утакмица, постигнутих погодака и минута проведених на терену | Укупан број утакмица, постигнутих погодака и минута проведених на терену | Укупан број утакмица, постигнутих погодака и минута проведених на терену | Укупан број утакмица, постигнутих погодака и минута проведених на терену | Укупан број утакмица, постигнутих погодака и минута проведених на терену | 277                                                   | 1                                                     | [ 46 ]                                                |

| Репрезентација Србије у узрасту до 20 година старости | Репрезентација Србије у узрасту до 20 година старости                    | Репрезентација Србије у узрасту до 20 година старости                    | Репрезентација Србије у узрасту до 20 година старости                    | Репрезентација Србије у узрасту до 20 година старости                    | Репрезентација Србије у узрасту до 20 година старости                    | Репрезентација Србије у узрасту до 20 година старости                    | Репрезентација Србије у узрасту до 20 година старости | Репрезентација Србије у узрасту до 20 година старости | Репрезентација Србије у узрасту до 20 година старости |
| #                                                     | Датум                                                                    | Такмичење                                                                | Локација                                                                 | Домаћин                                                                  | Резултат                                                                 | Гост                                                                     | Мин.                                                  | Гол                                                   | Реф.                                                  |
| ----------------------------------------------------- | ------------------------------------------------------------------------ | ------------------------------------------------------------------------ | ------------------------------------------------------------------------ | ------------------------------------------------------------------------ | ------------------------------------------------------------------------ | ------------------------------------------------------------------------ | ----------------------------------------------------- | ----------------------------------------------------- | ----------------------------------------------------- |
| 1                                                     | 15. новембар 2018.                                                       | Пријатељска утакмица                                                     | Стадион под Малим брдом, Петровац на Мору                                | Црна Гора                                                                | 1 : 0                                                                    | Србија                                                                   | 30'                                                   |                                                       | [ 44 ]                                                |
| 2                                                     | 16. новембар 2018.                                                       | Пријатељска утакмица                                                     | Спортски центар ФСЦГ, Подгорица                                          | Србија                                                                   | 1 : 0                                                                    | Северна Македонија                                                       | 68'                                                   |                                                       | [ 45 ]                                                |
| 2                                                     | Укупан број утакмица, постигнутих погодака и минута проведених на терену | Укупан број утакмица, постигнутих погодака и минута проведених на терену | Укупан број утакмица, постигнутих погодака и минута проведених на терену | Укупан број утакмица, постигнутих погодака и минута проведених на терену | Укупан број утакмица, постигнутих погодака и минута проведених на терену | Укупан број утакмица, постигнутих погодака и минута проведених на терену | 98                                                    | 0                                                     | [ 46 ]                                                |

## Трофеји и награде
Бродарац
- Омладинска лига Србије : 2016/17.[5]
- Београдска зона : 2017/18.[13]